# Pufer
Pufer je otopina (smjesa) slabe kiseline i njezine konjugirane baze ili slabe baze i njezine konjugirane kiseline. Pufer se opire promjeni pH-vrijednosti nakon dodavanja kiseline ili baze te u slučaju razrjeđenja.
Puferski kapacitet bit će maksimalan u slučaju kad su koncentracije kiseline i njezine konjugirane baze jednake.
Kapacitet pufera je mjera sposobnosti pufera da se odupre promjeni pH-vrijednosti. Izražava se brojem molova jake kiseline ili jake baze koju može apsorbirati jedna litra puferske otopine dok se pH-vrijednost promijeni za jednu pH-jedinicu. Što je veći kapacitet pufera, puferska je otopina sposobnija oduprijeti se promjeni pH-vrijednosti.
Kod računanja pH-vrijednosti puferskih smjesa primjenjuje se Hendersson-Hasselbalchove jednadžba. 
U puferskoj smjesi kiselina je slabo ionizirana, a sol potpuno disocirana. Gotovo svi anioni u otopini potječu iz puferske soli te se koncentracija aniona može zamijeniti s koncentracijom soli. 
Puferi su učinkoviti kada su omjeri kiselo-baznog para u rasponu od 0,1 do 10. To je raspon kada se dodavanjem kiseline ili baze pufer odupire promjeni. 
U ljudskom organizmu karbonatni pufer je najznačajniji pufer krvi za održavanje kiselo-bazne ravnoteže, jer je jedini koji je povezan s dišnim sustavom i bubrezima.